# Hyposada niveipuncta
Hyposada niveipuncta là một loài bướm đêm trong họ Erebidae.